# Capistrano de Abreu
João Capistrano Honório de Abreu (Maranguape, 23 de outubro de 1853 — Rio de Janeiro, 13 de agosto de 1927) foi um historiador brasileiro. Um dos primeiros grandes historiadores do Brasil, produziu ainda nos campos da etnografia e da linguística. A sua obra é caracterizada por uma rigorosa investigação das fontes e por uma visão crítica dos fatos históricos, sendo que suas pesquisas fazem contraponto à de Francisco Adolfo de Varnhagen.

## Biografia

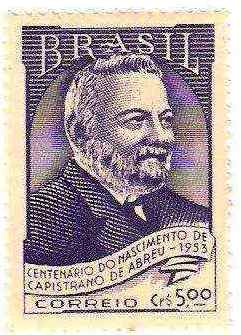
Homenagem filatélica de 1953 alusiva ao centenário de Capistrano de Abreu.

João Capistrano Honório de Abreu nasceu na cidade de Maranguape, Ceará, em 23 de outubro de 1853. Fez seus primeiros estudos em rápidas passagens por várias escolas. Em 1869, viajou para Recife, onde cursou Humanidades, retornando ao Ceará dois anos depois. Em Fortaleza, foi um dos fundadores da Academia Francesa, órgão de cultura e debates, progressista e anticlerical, que durou de 1872 a 1875. 
Neste último ano, viajou para o Rio de Janeiro e aí se fixou em um sobrado situado no bairro de Botafogo. A rua em que morou leva seu nome por homenagem póstuma. No Rio tornou-se empregado da Editora Garnier. Foi aprovado em concurso público para bibliotecário da Biblioteca Nacional durante a gestão de Ramiz Galvão. Em 1879, foi nomeado oficial da Biblioteca Nacional. Lecionou Corografia e História do Brasil no Colégio Pedro II, tendo sido nomeado por concurso em que apresentou tese sobre O descobrimento do Brasil e o seu desenvolvimento no século XVI. 
Dedicou-se ao estudo da história colonial brasileira, elaborando uma teoria da literatura nacional que tinha por base os conceitos de clima, terra e raça. Sua teoria reproduzia os clichês típicos do colonialismo europeu acerca dos trópicos, invertendo, todavia, o mito pré-romântico do «bom selvagem». Morreu no Rio de Janeiro, aos 73 anos, em 13 de agosto de 1927.

## Obras
- Estudo sobre Raimundo da Rocha Lima (1878);
- José de Alencar (1878);
- O Descobrimento do Brasil (1883);[6][7]
- A língua dos Bacaeris (1897);
- Capítulos de História Colonial (1907);[8][9][10]
- Dois documentos sobre Caxinauás (1911-1912);[11]
- Caminhos Antigos e o Povoamento do Brasil (1930);[12]
- Ensaios e Estudos (1931-33, póstuma);
- Correspondência (1954, póstuma);
- Cartas de Capistrano de Abreu a Lino de Assunção (1946, póstuma).[13]
- Caminhos Antigos e Povoamentos do Brasil.

## Homenagens
- Eleito para a Academia Brasileira de Letras, recusou-se a tomar posse.
- É patrono da cadeira n.º 15 da Academia Cearense de Letras.
- É patrono da cadeira n.º 23 da Academia Brasileira de Literatura de Cordel.
- Em 9 de dezembro de 2003, o Correio brasileiro edita o selo comemorativo aos 150 anos do nascimento de Capistrano de Abreu.
- Em 1953, o Correio Brasileiro também emitiu selo comemorativo ao centenário de nascimento do referido historiador.
- Uma rua em Fortaleza foi nomeada em homenagem ao escritor.[14]
- Uma escola em Maranguape e outra em São Paulo foram nomeadas em homenagem ao escritor.[15]
- Uma praça em Fortaleza foi nomeada em homenagem ao escritor.[16]
- A cidade de Capistrano foi nomeada em homenagem ao escritor.